# Iberia 1999
Iberia 1999 (gruzínsky: იბერია 1999) je gruzínský fotbalový klub z hlavního města Tbilisi. Založen byl v roce 1999 pod názvem FC Saburtalo (Saburtalo je název jedné ze čtvrtí Tbilisi). V únoru 2024 změnil název na Iberia 1999. V roce 2018 vyhrál gruzínskou ligu, třikrát získal gruzínský pohár (2019, 2021, 2023). V roce 2019 se prvně podíval do evropských pohárů. Klubovými barvami jsou červená a bílá. Své domácí zápasy hraje na stadionu Micheila Meschiho, který má kapacitu přes 25 tisíc diváků.

## Výsledky v evropských pohárech
| Sezóna  | Soutěž           | Kolo        | Soupeř           | Doma | Venku     | Celkem |
| ------- | ---------------- | ----------- | ---------------- | ---- | --------- | ------ |
| 2019–20 | Liga mistrů      | 1. předkolo | Šeriff Tiraspol  | 1–3  | 3–0       | 4−3    |
| 2019–20 | Liga mistrů      | 2. předkolo | Dinamo Záhřeb    | 0−2  | 0−3       | 0−5    |
| 2019–20 | Evropská liga    | 3. předkolo | Ararat-Armenia   | 0−2  | 2−1       | 2−3    |
| 2020–21 | Evropská liga    | 1. předkolo | Apollon Limassol | —    | 1–5       | —      |
| 2022–23 | Konferenční liga | 1. předkolo | Partizani Tirana | 0–1  | 1–0 (pen) | 1−1    |
| 2022–23 | Konferenční liga | 2. předkolo | FCSB             | 1–0  | 2–4       | 3–4    |